# Boršice
Boršice – gmina w Czechach, w powiecie Uherské Hradiště, w kraju zlińskim. Według danych z dnia 1 stycznia 2012 liczyła 2201 mieszkańców.